# Jill and the Old Fiddle
Jill and the Old Fiddle è un cortometraggio muto del 1915 diretto da Hay Plumb. Il film è andato perduto in quanto fu distrutto nel 1924 dallo stesso produttore, Cecil M. Hepworth. Fallito, in gravissime difficoltà finanziarie, Hepworth pensò in questo modo di poter almeno recuperare il nitrato d'argento della pellicola.

## Trama
Una ragazza sente suonare il violino del nonno morto. Seguendo il suono, va anche lei verso la morte.

## Produzione
Il film fu prodotto dalla Hepworth.

## Distribuzione
Distribuito dalla Hepworth, il film - un cortometraggio in una bobina - uscì nelle sale cinematografiche britanniche nel marzo 1915.